# Idriss Diabaté
 (mai 2023).
La mise en forme du texte ne suit pas les recommandations de Wikipédia : il faut le « wikifier ».
Les points d'amélioration suivants sont les cas les plus fréquents :
- Les titres sont pré-formatés par le logiciel. Ils ne sont ni en capitales, ni en gras.
- Le texte ne doit pas être écrit en capitales (les noms de famille non plus), ni en gras, ni en italique, ni en « petit »…
- Le gras n'est utilisé que pour surligner le titre de l'article dans l'introduction, une seule fois.
- L'italique est rarement utilisé : mots en langue étrangère, titres d'œuvres, noms de bateaux, etc.
- Les citations ne sont pas en italique mais en corps de texte normal. Elles sont entourées par des guillemets français : « et ».
- Les listes à puces sont à éviter, des paragraphes rédigés étant largement préférés. Les tableaux sont à réserver à la présentation de données structurées (résultats, etc.).
- Les appels de note de bas de page (petits chiffres en exposant, introduits par l'outil «  Source ») sont à placer entre la fin de phrase et le point final[comme ça].
- Les liens internes (vers d'autres articles de Wikipédia) sont à choisir avec parcimonie. Créez des liens vers des articles approfondissant le sujet. Les termes génériques sans rapport avec le sujet sont à éviter, ainsi que les répétitions de liens vers un même terme.
- Les liens externes sont à placer uniquement dans une section « Liens externes », à la fin de l'article. Ces liens sont à choisir avec parcimonie suivant les règles définies. Si un lien sert de source à l'article, son insertion dans le texte est à faire par les notes de bas de page.
- La présentation des références doit suivre les conventions bibliographiques. Il est recommandé d'utiliser les modèles {{Ouvrage}}, {{Chapitre}}, {{Article}}, {{Lien web}} et/ou {{Bibliographie}}. Le mode d'édition visuel peut mettre en forme automatiquement les références.
- Insérer une infobox (cadre d'informations à droite) n'est pas obligatoire pour parachever la mise en page.

Pour une aide détaillée, merci de consulter Aide:Wikification.
Si vous pensez que ces points ont été résolus, vous pouvez retirer ce bandeau et améliorer la mise en forme d'un autre article.
Idriss Diabaté, né le 13 septembre 1948 à Duékoué est un réalisateur, scénariste, chercheur ivoirien. Il décède à Paris le 23 février 2023 à l'âge de 75 ans.

## Biographie
Idriss Diabaté, détenteur d'une thèse de troisième cycle en communication pour le développement en milieu rural, est professeur d'audiovisuel à l'Institut National des Arts et de l'Action Culturelle (INSAAC) d'Abidjan.
Chercheur associé au Centre d’études et de recherches en communication (Cercom) de l’université d'Abidjan, Idriss Diabaté réalise depuis 1986 des documentaires sur des faits de société en Afrique.

### Parcours
Idriss Diabaté est assistant réalisateur de Sidiki Bakaba en 1987, pour le tournage de Les Guérisseurs.
Depuis 1996, il se lance dans les productions de films documentaires en relation avec des faits sociopolitiques. Il est l'auteur de : Abidjan des enfants (1999), Parole sans paroles (2004), Bayeremashi (2005), Kuma (2006), La femme porte l'Afrique (2008), Bois sacré du n Laurent Aké Assi (2011), Éloge des mils (2017) et Sans partis (2021),.
Le jeudi 23 février 2023, Idrissa Diabaté cinéaste prolifique qui aura réalisé une cinquantaine de films range définitivement la caméra à sa 75e année,,,.

## Filmographie
- 1987 – Les guérisseurs, de Sidiki Bakaba avec Georges Benson (long-métrage)[1] : Premier assistant réalisateur[9]
- 1996 – Archipel, d'Idriss Diabaté, Gérard Bellanger et Christian Mercier de Beaurouvre (documentaire)[10] : Scénario et cadreur
- 1997 – Le Doso N’goni, d'Idriss Diabaté (documentaire) : Scénario, cadreur et production
- 1997 – N’gonifola, d'Idriss Diabaté (documentaire) : Scénario, cadreur et production
- 1998 – Nadro, d'Ivana Massetti avec Mamadou Bomou (documentaire) : Assistant réalisateur
- 1999 – Abidjan des enfants, d'Idriss Diabaté (documentaire) : Scénario, cadreur et production
- 1999 – Les aventures de Guédé, d'Idriss Diabaté (documentaire) : Scénario et production
- 2004 – Le do qui danse, d'Idriss Diabaté (documentaire) : Scénario, cadreur et production
- 2004 – Parole sans parole, d'Idriss Diabaté avec Ludovick Fadaïro (documentaire) : Scénario, cadreur, montage et production
- 2005 – Bayeremashy, d'Idriss Diabaté avec Jean-François Bertellot (documentaire) : Scénario, cadreur et production
- 2006 – Sénékélaw ka kuma – d'Idriss Diabaté (documentaire) : Scénario, cadreur et production
- 2006 – Kuma, d'Idriss Diabaté (documentaire) : Scénario, cadreur et production
- 2008 – La femme porte l’Afrique, d'Idriss Diabaté (documentaire) : Scénario, cadreur et production
- 2010 – Yankel ! L’Afrique à l’atelier, d'Idriss Diabaté avec Jacques Yankel Kikoïne (documentaire)[11] : Scénario, cadreur et production
- 2010 – L’œil à l’oreille, d'Idriss Diabaté avec Will Menter (documentaire) : Scénario, cadreur et production
- 2011 – Bois sacré du professeur Aké Assi, d'Idriss Diabaté avec Laurent Aké Assi (documentaire) : Scénario, cadreur et production
- 2012 – La crise ivoirienne, un homme, Choï, d'Idriss Diabaté avec Youssouf Bakayoko (documentaire) : Scénario, cadreur et production
- 2012 – Le révolté du cœur, d'Idriss Diabaté avec François Bard (documentaire) : Scénario, cadreur et production
- 2012 – Espaces vécus, espaces racontés, d'Idriss Diabaté avec Drissa Kone (documentaire) : Scénario, cadreur, voix et production
- 2012 – Dôdô maître Adepo-Yapo, d'Idriss Diabaté avec Laurent Adépo Yapo (documentaire) : Scénario, cadreur et production
- 2012 – La mujer Pilar de Africa, d'Idriss Diabaté (documentaire) : Scénario, cadreur, voix et production
- 2012 – N’zi, le petit griot, d'Idriss Diabaté & Mohamed Soudani (documentaire) : Scénario, cadreur et production
- 2012 – La fête des ignames, d'Idriss Diabaté (documentaire) : Scénario, cadreur et production
- 2012 – Le raccourci vers le soleil, d'Idriss Diabaté avec Francis Mbella (documentaire) : Scénario, cadreur, voix et production
- 2013 – Murmure dans la forêt, d'Idriss Diabaté (documentaire) : Scénario, cadreur et production
- 2014 – Ivoire clair ou la crise ivoirienne vue de l’intérieur[12], d'Idriss Diabaté (documentaire) : Scénario, cadreur et production
- 2016 – Le conte a dit, d'Idriss Diabaté & Obin Manfeï (documentaire) : Scénario, cadreur et production
- 2017 – Jean Rouch l’homme à la caméra de contact, d'Idriss Diabaté (documentaire)[7] : Scénario, cadreur et production
- 2017 – Éloge des mils, l’héritage africain, d'Idriss Diabaté (documentaire) : Scénario, cadreur et production[13]
- 2019 – Mils, céréales du futur, d'Idriss Diabaté (documentaire) : Scénario, cadreur et production
- 2020 – Henriette l’ivoirienne, d'Idriss Diabaté et Philippe Calderon avec Henriette Dagri Diabaté (documentaire) : Scénario, cadreur et production
- 2021 – Sans partis, d'Idriss Diabaté (documentaire)[4] : Scénario, cadreur et production

## Distinctions
- 2021 – Prix du meilleur documentaire à la Nuit ivoirienne du septième art et de l’audiovisuel (Nisa), Abidjan, Côte d’Ivoire
- 2017 – Nisa d’Or, à la Nuit ivoirienne du septième art et de l’audiovisuel (Nisa), Abidjan[14],[15],[16], Côte d’Ivoire
- 2009 – Grand Prix Youssef Chahine et vainqueur du Prix documentaire du Fespaco[17].
- 2008 – Prix Uemoa (Union économique et monétaire ouest-africaine) au Festival Clap Ivoire